# Alvin Robertson
Alvin Cyrrale Robertson (Barberton, 22 luglio 1962) è un ex cestista statunitense che ha militato nella NBA dal 1984 al 1993 e nella stagione 1995-96.

## La carriera
Ha giocato nella squadra NCAA della University of Arkansas. Nel 1984 ha fatto parte della nazionale statunitense vincitrice della medaglia d'oro alle Olimpiadi di Los Angeles.
Alto 1,90 m (o 6'3"), ottimo difensore, Robertson è stato selezionato dai San Antonio Spurs al settimo posto assoluto nel draft del 1984. Dopo aver trascorso cinque anni con gli Spurs, è passato ai Milwaukee Bucks e, successivamente, ai Detroit Pistons e ai Toronto Raptors.

## Statistiche

### College
| † | Denota una stagione in cui ha vinto il titolo ABA |
| † | Denota una stagione in cui ha vinto il titolo NBA |
| * | Primo nella lega                                  |
| * | Record NBA                                        |

| Anno      | Squadra         | PG | PT | MP   | TC%  | 3P% | TL%  | RP  | AP  | PRP | SP  | PP   |
| --------- | --------------- | -- | -- | ---- | ---- | --- | ---- | --- | --- | --- | --- | ---- |
| 1981-1982 | Ark. Razorbacks | 28 | -  | 17,7 | 52,8 | -   | 60,3 | 2,2 | 1,8 | 1,3 | 0,1 | 7,3  |
| 1982-1983 | Ark. Razorbacks | 28 | -  | 32,7 | 54,8 | -   | 66,1 | 4,9 | 3,6 | 3,1 | 0,3 | 14,2 |
| 1983-1984 | Ark. Razorbacks | 32 | 32 | 34,7 | 49,9 | -   | 67,0 | 5,5 | 6,0 | 2,9 | 0,4 | 15,5 |
| Carriera  | Carriera        | 88 | 32 | 28,6 | 52,2 | -   | 65,6 | 4,3 | 3,9 | 2,5 | 0,3 | 12,5 |

### NBA

#### Regular Season
| Anno      | Squadra           | PG  | PT  | MP   | TC%  | 3P%  | TL%  | RP  | AP  | PRP  | SP  | PP   |
| --------- | ----------------- | --- | --- | ---- | ---- | ---- | ---- | --- | --- | ---- | --- | ---- |
| 1984-1985 | San Antonio Spurs | 79  | 9   | 21,3 | 49,8 | 36,4 | 73,4 | 3,4 | 3,5 | 1,6  | 0,3 | 9,2  |
| 1985-1986 | San Antonio Spurs | 82  | 82  | 35,1 | 51,4 | 27,6 | 79,5 | 6,3 | 5,5 | 3,7* | 0,5 | 17,0 |
| 1986-1987 | San Antonio Spurs | 81  | 78  | 33,3 | 46,6 | 27,1 | 75,3 | 5,2 | 5,2 | 3,2* | 0,4 | 17,7 |
| 1987-1988 | San Antonio Spurs | 82  | 82  | 36,3 | 46,5 | 28,4 | 74,8 | 6,1 | 6,8 | 3,0  | 0,8 | 19,6 |
| 1988-1989 | San Antonio Spurs | 65  | 65  | 35,2 | 48,3 | 20,0 | 72,3 | 5,9 | 6,0 | 3,0  | 0,6 | 17,3 |
| 1989-1990 | Milwaukee Bucks   | 81  | 81  | 32,1 | 50,3 | 15,4 | 74,1 | 6,9 | 5,5 | 2,6  | 0,2 | 14,2 |
| 1990-1991 | Milwaukee Bucks   | 81  | 81  | 32,1 | 48,5 | 36,5 | 75,7 | 5,7 | 5,5 | 3,0* | 0,2 | 13,6 |
| 1991-1992 | Milwaukee Bucks   | 82  | 79  | 30,0 | 43,0 | 31,9 | 76,3 | 4,3 | 4,4 | 2,6  | 0,4 | 12,3 |
| 1992-1993 | Milwaukee Bucks   | 39  | 32  | 27,3 | 47,9 | 30,9 | 62,9 | 3,5 | 4,0 | 2,3  | 0,2 | 8,7  |
| 1992-1993 | Detroit Pistons   | 30  | 22  | 31,4 | 43,4 | 34,3 | 69,0 | 4,4 | 3,6 | 2,2  | 0,3 | 9,3  |
| 1995-1996 | Toronto Raptors   | 77  | 69  | 32,2 | 47,0 | 27,2 | 67,7 | 4,4 | 4,2 | 2,2  | 0,5 | 9,3  |
| Carriera  | Carriera          | 779 | 680 | 31,7 | 47,7 | 29,5 | 74,3 | 5,2 | 5,0 | 2,7* | 0,4 | 14,0 |

#### Playoffs
| Anno     | Squadra           | PG | PT | MP   | TC%  | 3P%  | TL%  | RP  | AP  | PRP  | SP  | PP   |
| -------- | ----------------- | -- | -- | ---- | ---- | ---- | ---- | --- | --- | ---- | --- | ---- |
| 1986     | San Antonio Spurs | 3  | 3  | 32,7 | 27,6 | -    | 84,6 | 4,7 | 6,3 | 2,3  | 0,3 | 9,0  |
| 1988     | San Antonio Spurs | 3  | 3  | 39,7 | 56,6 | 42,9 | 77,8 | 4,7 | 9,3 | 4,0* | 0,3 | 23,3 |
| 1990     | Milwaukee Bucks   | 4  | 4  | 38,8 | 52,2 | 0,0  | 70,6 | 5,8 | 4,8 | 2,3  | 0,0 | 23,5 |
| 1991     | Milwaukee Bucks   | 3  | 3  | 39,3 | 59,2 | 33,3 | 76,9 | 6,0 | 5,0 | 2,7  | 0,0 | 23,7 |
| Carriera | Carriera          | 13 | 13 | 37,7 | 51,5 | 35,3 | 75,4 | 5,3 | 6,2 | 2,8  | 0,2 | 20,2 |

## Palmarès
- NBA Defensive Player of the Year Award: (1986)
- NBA Most Improved Player Award: (1986)
- NBA All-Defensive Team: 6

First Team: 1986-87, 1990-91,
Second Team: 1985-86, 1987-88, 1988-89, 1989-90
- Maggior numero di palle rubate di sempre in una stagione NBA: (1985-1986) (301)
- Undicesimo miglior giocatore per palle rubate di sempre NBA
- Migliore giocatore di sempre per palle rubate a partita NBA in regular season (2,71 palle rubate a partita)

## I riconoscimenti e i record
Nel 1986 è stato il primo vincitore nella storia del NBA Most Improved Player Award.
Nello stesso anno ha vinto anche il titolo di miglior difensore dell'anno, venendo inserito però solo nel secondo miglior quintetto difensivo di quell'anno. È stato il primo nella classifica delle palle recuperate negli anni 1986, 1987 e 1991. Detiene tuttora la miglior media di palle recuperate per partita in carriera (2,71 su un totale di 779 partite).
È uno dei quattro giocatori della storia della NBA ad aver realizzato una quadrupla doppia, avendo totalizzato 20 punti, 11 rimbalzi, 10 assist e 10 palle recuperate in un incontro fra gli Spurs e i Phoenix Suns nel 1986.
È inoltre l'autore del primo canestro della storia dei Toronto Raptors: un tiro da tre punti realizzato nella prima azione del primo incontro disputato dai Raptors nella NBA.